# Latris lineata
Latris lineata är en fiskart som först beskrevs av Forster, 1801.  Latris lineata ingår i släktet Latris och familjen Latridae. Inga underarter finns listade i Catalogue of Life.